# Tivoli Storage Manager
IBM Tivoli Storage Manager, eller kort och gott TSM, är en centraliserad programvara för att göra säkerhetskopiering av data i olika system.
TSM är uppbyggt i en serverdel, med stöd för AIX, HP-UX, Linux, Solaris, Windows Server, och z/OS, samt en klientdel med stöd för NetWare, Macintosh, AIX, HP-UX, Linux, z/OS, Solaris, och Windows.
Serverdelen, som använder DB2 för att hålla reda på all säkerhetskopierad information, tar i en typisk installation hand om data från klienterna och lägger detta först på disk, för att sedan i lugn och ro flytta över det till billigare media som t.ex. magnetband eller optiska skivor.